# Flystyrtet i Indonesien 2012
Et Fokker 27, ejet af det Indonesiske luftvåben, styrtede ned i et boligkompleks mens det forsøgte at lande i Jakarta den 21. juni, 2012. 6 ud af det 7 besætningsmedlemmer døde øjeblikkeligt; andenpiloten bukkede senere under for sine skader, mens 4 personer på jorden blev dræbt, og 11 andre såret.